# 연산 (수학)

수학에서 연산(演算, 영어: operation)은 공집합이 아닌 집합에서, 집합에 속하는 임의의 두 원소로부터 제3의 원소를 만드는 것이다. 또는, 연산자의 정의에 따라 한 개 이상의 피연산자를 계산하여 하나의 결과값(답)을 구하는 것이다. 피연산자 또는 항이 하나일 때 단항연산, 두 개일 때 이항연산, n개일 때 n항 연산이라고 한다.

## 정의
집합 {\displaystyle S}와 음이 아닌 정수 {\displaystyle n\in \mathbb {Z} _{\geq 0}}이 주어졌다고 하자. {\displaystyle S} 위의 {\displaystyle n}항 연산({\displaystyle n}項演算, 영어: n-ary operation)은 다음과 같은 함수이다.
{\displaystyle F\colon S^{\times n}\to S}
즉, 이는 임의의 {\displaystyle S} 위의 {\displaystyle n}조 {\displaystyle {\vec {s}}\in S^{\times n}}를 유일한 {\displaystyle S}의 원소 {\displaystyle F({\vec {s}})\in S}에 대응시킨다. 특히, {\displaystyle S} 위의 영항 연산(零項演算, 영어: 0-ary operation)은 {\displaystyle S}의 원소 {\displaystyle s\in S}이다. {\displaystyle S} 위의 일항 연산(一項演算, 영어: unary operation) 또는 단항 연산(單項演算)은 {\displaystyle S} 위의 함수 {\displaystyle S\to S}이다. {\displaystyle S} 위의 이항 연산(二項演算, 영어: binary operation)은 {\displaystyle S}의 두 원소로부터 {\displaystyle S}의 한 원소를 얻는 함수 {\displaystyle S\times S\to S}이다. 편의상 이항 연산을 덧셈 또는 곱셈이라고 하기도 한다. 이항 연산을 갖춘 집합을 마그마라고 한다. {\displaystyle S} 위의 삼항 연산(三項演算, 영어: ternary operation)은 {\displaystyle S}의 세 원소로부터 {\displaystyle S}의 한 원소를 얻는 함수 {\displaystyle S\times S\times S\to S}이다.
넓은 의미에서, {\displaystyle n}항 연산은 다음과 같은 함수이다.
{\displaystyle F\colon S_{0}\times S_{1}\times \cdots \times S_{n-1}\to S}
또한, 무한 순서수 항수를 허용하여 연산의 개념을 일반화할 수 있다. 이 경우, 원래의 항수가 유한한 연산을 유한항 연산(有限項演算, 영어: finitary operation)이라고 하며, 항수가 무한한 연산을 무한항 연산(無限項演算, 영어: infinitary operation)이라고 한다.
구체적으로, 집합 {\displaystyle S}와 순서수 {\displaystyle \alpha \in \operatorname {Ord} }에 대하여, {\displaystyle S} 위의 {\displaystyle \alpha }항 연산은 다음과 같은 함수이다.
{\displaystyle F\colon S^{\times \alpha }\to S}
넓은 의미에서, {\displaystyle \alpha }항 연산은 다음과 같은 함수이다.
{\displaystyle F\colon \prod _{\beta <\alpha }S_{\alpha }\to S}
연산은 관계의 특수한 경우이다.

### 연산에 대한 닫힘
집합 {\displaystyle S} 및 그 위의 {\displaystyle n}항 연산 {\displaystyle F\colon S^{\times n}\to S}가 주어졌다고 하자. {\displaystyle S}의 부분 집합 {\displaystyle T\subset S}가 다음 조건을 만족시키면, {\displaystyle T}가 {\displaystyle F}에 대하여 닫혀있다({\displaystyle F}에對하여닫혀있다, 영어: closed under {\displaystyle F})고 한다.
- 임의의 {\displaystyle {\vec {t}}\in T^{\times n}}에 대하여, {\displaystyle f({\vec {t}})\in T}

또한, {\displaystyle T\subset S}의 {\displaystyle F\colon S^{\times n}\to S}에 대한 폐포(閉包, 영어: closure) {\displaystyle \operatorname {cl} _{F}T}는 {\displaystyle F}에 대하여 닫혀있는 최소 집합 {\displaystyle T\subset \operatorname {cl} _{F}T\subset S}이다. 즉, 이는 다음과 같다.
{\displaystyle \operatorname {cl} _{F}T=T\cup F(T^{\times n})\cup F((T\cup F(T^{\times n}))^{\times n})\cup \cdots }
보다 일반적으로, 집합 {\displaystyle S} 및 그 위의 연산의 부분 집합 {\displaystyle \textstyle {\mathcal {F}}\subset \bigcup _{n=0}^{\infty }S^{S^{\times n}}}이 주어졌다고 하자. {\displaystyle T\subset S}가 다음 조건을 만족시키면, {\displaystyle {\mathcal {F}}}에 대하여 닫혀있다({\displaystyle {\mathcal {F}}}에對하여닫혀있다, 영어: closed under {\displaystyle {\mathcal {F}}})고 한다.
- 임의의 {\displaystyle F\in {\mathcal {F}}}에 대하여, {\displaystyle T}는 {\displaystyle F}에 대하여 닫혀있다.

또한, {\displaystyle T\subset S}의 {\displaystyle \textstyle {\mathcal {F}}\subset \bigcup _{n=0}^{\infty }S^{S^{\times n}}}에 대한 폐포(閉包, 영어: closure) {\displaystyle \operatorname {cl} _{\mathcal {F}}T}는 {\displaystyle {\mathcal {F}}}에 대하여 닫혀있는 최소 집합 {\displaystyle T\subset \operatorname {cl} _{\mathcal {F}}T\subset S}이다.
{\displaystyle \operatorname {cl} _{\mathcal {F}}T=\bigcup _{k=0}^{\infty }\,\overbrace {\bigcup _{F\in {\mathcal {F}}}\operatorname {cl} _{F}\bigcup _{F\in {\mathcal {F}}}\operatorname {cl} _{F}\cdots \bigcup _{F\in {\mathcal {F}}}\operatorname {cl} _{F}} ^{k}\,T}

## 표기
연산의 표기법은 함수 표기법 이외에도 여러 가지가 있다. 자주 사용되는 표기법으로는 연산자를 피연산자의 앞에 배치하여 표기하는 전위 표기법(=폴란드 표기법), 연산자를 피연산자의 뒤에 배치하여 표기하는 후위 표기법(=역폴란드 표기법), 연산자를 두 피연산자의 사이에 표기하는 중위 표기법 따위가 있다.
일항 연산은 전위 표기법 {\displaystyle -a}(반수), {\displaystyle \lnot p}(부정) 또는 후위 표기법 {\displaystyle n!}(계승)  또는 함수 표기법 {\displaystyle \sin(x)}(사인) 등을 사용하여 표기할 수 있다. 연산자를 위 첨자 표기하는 방법 {\displaystyle A^{\operatorname {T} }}(전치 행렬)도 있다. 제곱근 {\displaystyle {\sqrt {a}}}의 경우, 연산자가 피연산자의 왼쪽과 위쪽에 걸쳐 위치한다.
이항 연산은 보통 함수 표기법 {\displaystyle F(a,b)} 대신 중위 표기법 {\displaystyle a+b}, {\displaystyle a\cdot b}를 사용하거나 연산자를 생략하는 방식 {\displaystyle ab}를 사용한다. 거듭제곱 {\displaystyle a^{b}}의 경우, 연산자를 생략하되 두 번째 변수인 지수를 위 첨자 표기한다. 전위 표기법 {\displaystyle +\ a\ b}, {\displaystyle \cdot \ a\ b}이나 후위 표기법 {\displaystyle a\ b\ +}, {\displaystyle a\ b\ \cdot }을 사용하기도 한다.

## 연산
주어진 연산으로부터, 새로운 연산을 다음과 같이 유도할 수 있다.

### 제한
{\displaystyle S} 위의 {\displaystyle n}항 연산
{\displaystyle F\colon S^{\times n}\to S}
은 그에 대하여 닫혀있는 부분 집합 {\displaystyle T\subset S} 위에 새로운 {\displaystyle n}항 연산
{\displaystyle F|_{T}\colon T^{\times n}\to T}
{\displaystyle F|_{T}\colon {\vec {t}}\mapsto F({\vec {t}})}
을 유도한다. 이를 {\displaystyle F}의 {\displaystyle T}에서의 제한(制限, 영어: restriction)이라고 한다.

### 멱집합 위에 유도되는 연산
{\displaystyle n}항 연산
{\displaystyle F\colon S^{\times n}\to S}
는 멱집합 {\displaystyle {\mathcal {P}}(S)} 위에 다음과 같은 연산을 유도한다.
{\displaystyle {\tilde {F}}\colon {\mathcal {P}}(S)^{\times n}\to {\mathcal {P}}(S)}
{\displaystyle {\tilde {F}}\colon {\vec {T}}\mapsto \{F({\vec {t}})|t_{i}\in T_{i}\}}
즉, 이는 상을 취하는 연산이다. 이를 {\displaystyle F}에 의해 멱집합 위에 유도되는 연산이라고 한다.

### 점별 연산
{\displaystyle n}항 연산
{\displaystyle F\colon Y^{\times n}\to Y}
은 함수 집합 {\displaystyle Y^{X}} 위에 다음과 같은 {\displaystyle n}항 연산을 유도한다.
{\displaystyle {\tilde {F}}\colon (Y^{X})^{\times n}\to Y^{X}}
{\displaystyle {\tilde {F}}\colon {\vec {f}}\mapsto (x\mapsto F({\vec {f}}(x)))}
이를 {\displaystyle F}에 대한 점별 연산(點別演算, 영어: pointwise operation)이라고 한다.

## 예

### 사칙 연산
실수 집합 {\displaystyle \mathbb {R} } 위에 정의된 사칙 연산 가운데,
- 덧셈 {\displaystyle +\colon \mathbb {R} \times \mathbb {R} \to \mathbb {R} }, {\displaystyle (r,s)\mapsto r+s}은 {\displaystyle \mathbb {R} } 위의 이항 연산이다.
- 뺄셈 {\displaystyle -\colon \mathbb {R} \times \mathbb {R} \to \mathbb {R} }, {\displaystyle (r,s)\mapsto r-s} 역시 {\displaystyle \mathbb {R} } 위의 이항 연산이다.
- 곱셈 {\displaystyle \cdot \colon \mathbb {R} \times \mathbb {R} \to \mathbb {R} }, {\displaystyle (r,s)\mapsto rs} 역시 {\displaystyle \mathbb {R} } 위의 이항 연산이다.
- 그러나, 나눗셈 {\displaystyle /\colon \mathbb {R} \times (\mathbb {R} \setminus \{0\})\to \mathbb {R} }, {\displaystyle (r,s)\mapsto r/s}은 이항 연산이 아니다. 0으로 나누기가 정의되지 않았기 때문이다. 다만, 나눗셈은 넓은 의미에서 이항 연산이다.

자연수 집합 {\displaystyle \mathbb {N} }이 사칙 연산에 대하여 닫혀있는지의 여부는 각각 다음과 같다.
- {\displaystyle \mathbb {N} }은 {\displaystyle +}에 대하여 닫혀있다. 즉, 임의의 {\displaystyle m,n\in \mathbb {N} }에 대하여, {\displaystyle m+n\in \mathbb {N} }이다.
- {\displaystyle \mathbb {N} }은 {\displaystyle -}에 대하여 닫혀있지 않다. 예를 들어, {\displaystyle 3,5\in \mathbb {N} }이지만, {\displaystyle 3-5=-2\not \in \mathbb {N} }이다. 사실, {\displaystyle \operatorname {cl} _{-}\mathbb {N} =\mathbb {Z} }이다. (여기서 {\displaystyle \mathbb {Z} }는 정수 집합이다.)
- {\displaystyle \mathbb {N} }은 {\displaystyle \cdot }에 대하여 닫혀있다. 즉, 임의의 {\displaystyle m,n\in \mathbb {N} }에 대하여, {\displaystyle mn\in \mathbb {N} }이다.
- {\displaystyle \mathbb {N} }은 {\displaystyle /}에 대하여 닫혀있지 않다. 예를 들어, {\displaystyle 2,5\in \mathbb {N} }이지만, {\displaystyle 2/5\not \in \mathbb {N} }이다. 사실, {\displaystyle \operatorname {cl} _{/}\mathbb {N} =\mathbb {Q} }이다. (여기서 {\displaystyle \mathbb {Q} }는 유리수 집합이다.)

### 논리 연산
논리식의 논리합과 논리곱은 논리식 집합 위의 이항 연산이다. 논리식의 부정은 논리식 집합 위의 일항 연산이다.

### 군 위의 연산
군 {\displaystyle G} 위에 정의된 연산들 가운데,
- 항등원 {\displaystyle 1_{G}\in G}는 {\displaystyle G} 위의 영항 연산이다.
- 곱셈 {\displaystyle \cdot \colon G\times G\to G}, {\displaystyle (g,h)\mapsto gh}는 {\displaystyle G} 위의 이항 연산이다.

이들에 의해 멱집합에 유도되는 연산들은 각각 다음과 같다.
- 자명군 {\displaystyle \{1_{G}\}\subset G}
- 임의의 {\displaystyle H,K\subset G}에 대하여, {\displaystyle HK=\{hk|h\in H,\;k\in K\}\subset G}
  - 특히, 임의의 {\displaystyle g\in G\supset H}에 대하여, {\displaystyle gH=\{gh|h\in H\}\subset G}

### 벡터 공간 위의 연산
체 {\displaystyle K} 위의 벡터 공간 {\displaystyle V}에 정의된 연산들 가운데,
- 영벡터 {\displaystyle 0_{V}\in V}는 {\displaystyle V} 위의 영항 연산이다.
- 벡터 덧셈 {\displaystyle +\colon V\times V\to V}, {\displaystyle (v,w)\mapsto v+w}은 {\displaystyle V} 위의 이항 연산이다.
- 그러나, 스칼라 곱셈 {\displaystyle \cdot \colon K\times V\to V}, {\displaystyle (a,v)\mapsto av}은 이항 연산이 아니며, 넓은 의미의 이항 연산이다. 이를 일항 연산 {\displaystyle a\cdot \colon V\to V}, {\displaystyle v\mapsto av} ({\displaystyle a\in K})의 집합으로 여길 수 있다.

이들은 각각 함수 집합 {\displaystyle W^{V}} 위에 점별 연산을 유도하며, 선형 변환 공간 {\displaystyle \hom(V,W)\subset W^{V}}은 이에 대하여 닫혀있다. 따라서 {\displaystyle \hom(V,W)} 위에 다음과 같은 점별 연산들이 유도된다.
- 영선형 변환 {\displaystyle 0_{V,W}\colon V\to W}, {\displaystyle v\mapsto 0_{W}}
- 임의의 선형 변환 {\displaystyle T,U\colon V\to W} 및 벡터 {\displaystyle v\in V}에 대하여, {\displaystyle (T+U)(v)=T(v)+U(v)}. 이를 점별 덧셈이라고 한다.
- 임의의 선형 변환 {\displaystyle T\colon V\to W} 및 벡터 {\displaystyle v\in V} 및 스칼라 {\displaystyle a\in K}에 대하여, {\displaystyle (aT)(v)=aT(v)}. 이를 점별 스칼라 곱셈이라고 한다.

### 관계
{\displaystyle n}항 관계
{\displaystyle R\subseteq S^{\times n}}
은 다음과 같은 특수한 {\displaystyle n}항 연산으로 여길 수 있다.
{\displaystyle F\colon S^{\times n}\to 2}
{\displaystyle F\colon {\vec {s}}\mapsto {\begin{cases}1&{\vec {s}}\in R\\0&{\vec {s}}\not \in R\end{cases}}}

## 같이 보기
- 관계 (수학)
- 하이퍼 연산
- 중위 표기법
- 연산자
- 연산의 우선순위